# Boleslav de Bohême
Boleslav de Bohême (né après 1062 - mort le 11 août 1091) prince d'Olomouc de 1090 à 1091.

## Biographie
Boleslav est le fils aîné du roi Vratislav II de Bohême et de sa seconde épouse polonaise Świętosława de Pologne, il reçoit de son père le duché d'Olomouc dans les années 1090-1091.
Ses frères cadets sont: Bořivoj, Vladislav et Sobeslav. Après la mort du duc d'Olomouc Othon Ier de Bohême en 1086, son épouse Euphémie de Hongrie, fille du roi Béla Ier de Hongrie, devient la régente du duché de 1086 à 1090 pour le compte de ses deux fils, avant d'être expulsée au profit de Boleslav, fils du roi Vratislav II de Bohême qui est investi par son père au détriment des droits des descendants du défunt Svatopluk et Othon II. Leur autre oncle Conrad Ier de Bohême, duc de Znojmo et de Brno prend la défense des héritiers dépossédés et le prince Boleslav meurt en 1091 ce qui permet le rétablissement de Svatopluk.

## Sources
- (de) Europäische Stammtafeln Vittorio Klostermann, Gmbh, Francfort-sur-le-Main, 2004  (ISBN 3465032926), Die Herzoge von Böhmem II Volume III Tafel 55.
- (en) & (de) Peter Truhart, Regents of Nations, K.G Saur Münich, 1984-1988  (ISBN 359810491X), Europe Europe, Central Europe, Europa/Mitteleuropa: Art. « Moravia/Mähren », p.2316-2318.